# کازومی ناکامورا
کازومی ناکامورا (ژاپنی: 中村 和美؛ زادهٔ ۲۴ فوریهٔ ۱۹۷۱) بازیکن والیبال زن اهل ژاپن بود.